# 陳宇璿
陳宇璿（1993年1月16日—）是臺灣的一名運動員，為2016年奧運中華臺北隊女子馬拉松選手。

## 生平
陳宇璿為中華民國國立體育大學陸上運動技術學系畢業生，現在台北市立大學運動教育研究所碩士班就讀中，曾多次參加全國田徑錦標賽奪冠。

### 參加2016年約奧運
陳宇璿在2015年廈門國際馬拉松中以3小時5分19秒的成績獲得第10名，以特別方式得到里約奧運的參賽權，即將在2016年8月14日代表中華民國參加2016年在巴西里約熱內盧舉行的夏季奧運田徑比賽中的女子組比賽。她接受記者訪問時表示在奧運時她「有設定目標，要突破個人最佳（成績）」。
陳宇璿比賽當天僅以3小時9分13秒的成績在133名完賽選手中名列第127名，在選手村時食物不合胃口，每餐都吃非常少量，她認為「有可能（因此）壓力太大」而成績不好。

## 外部連結
- 陳宇璿在国际奥林匹克委员会的资料
- 陳宇璿在的頁面